# Brandnetelboorvlieg
De brandnetelboorvlieg (Philophylla caesio) is een vliegensoort uit de familie van de boorvliegen (Tephritidae). De wetenschappelijke naam van de soort is voor het eerst geldig gepubliceerd in 1780 door Harris.